# N-1問題
経済学において、N−1問題（えぬまいなすいちもんだい、英: N − 1 problem あるいは Redundancy problem）とは、国際経済の政策手段と政策目標の整合性に関する問題である。

## 概要
例えば、世界にNヵ国の国が存在するとする。このとき、Nヵ国がそれぞれ独自の通貨を持っているとすると、この世界にはN種類の通貨が存在する。すると、この世界にはN－1個の独立的な為替レートおよび国際収支が存在する。為替レートに関しては、基本的に中心国通貨（例えばアメリカドル）との対比で決定されるため、この世界では独立的な為替レートはN－1個しかない。独立的でない残りの為替レートはクロスレートとして算出される。また、国際収支に関しては、定義上、全世界の国際収支（資本収支・経常収支）の黒字・赤字を合計するとゼロになるため、N－1ヵ国の国際収支が決定されれば、おのずとN番目の国の国際収支は決定される。通常、自国の為替レートが減価すると、ほかの条件が変わらないならば、自国の国際収支は改善することになる。しかし、この世界にはNヵ国が存在するのに対し、独立的な為替レートおよび国際収支はN－1個しかないため、すべての国が同時に国際収支の目標を達成することはできない。すべての国が国際収支の目標（たとえば経常収支の黒字化）を達成しようとすれば、達成できない国が発生するか、もしくは通貨安競争に陥る可能性すらある。このような国際的な政策手段と政策目標の整合性の問題をN－1問題という。

## 現実世界におけるN－1問題

### ブレトンウッズ体制
N－1問題はもともとロバート・マンデル（Robert Mundell (1969)）がRedundancy problem（政策手段の過剰問題）として取り上げたものである。後にロナルド・マッキノンがN-1問題とブレトンウッズ体制とを結びつけた。ブレトンウッズ体制下では各国が自国通貨をアメリカドルに固定した。N番目の通貨としてドルが選ばれたことで、アメリカは整合的な為替レート体系を維持するため、為替レートについての目標も外国為替市場への直接介入も放棄し、残りの国であるN－1ヵ国が設定する政策目標を受け入れ、為替レート・国際収支に関して受動的にならなければならなかった。これはアメリカのビナイン・ネグレクト（Benign neglect, 優雅なる無視）政策と呼ばれる。
なお、ブレトンウッズ体制はすでに崩壊したが、現代にブレトンウッズ体制が再来しているという説が存在する（ブレトンウッズ２仮説）。

### EMS
かつてヨーロッパに存在したEMSでは、ヨーロッパ諸国の複数の通貨のバスケット通貨であるECUが共通の計算単位として用いられていたが、実際にはドイツマルクが介入通貨・準備通貨ともに中心となっており、実質的にはマルクが「N番目の通貨」としての役割を果たしていた。